# Jean de Poutrincourt
Pour les articles homonymes, voir Biencourt et Poutrincourt.
Jean de Poutrincourt (né en 1557, tué au siège de Méry-sur-Seine en 1615), de son vrai patronyme Jean de Biencourt, baron de Poutrincourt et de Saint-Just est un gentilhomme picard fondateur de la colonie de Port-Royal, en Nouvelle-France.

## Biographie

### Jeunesse et formation

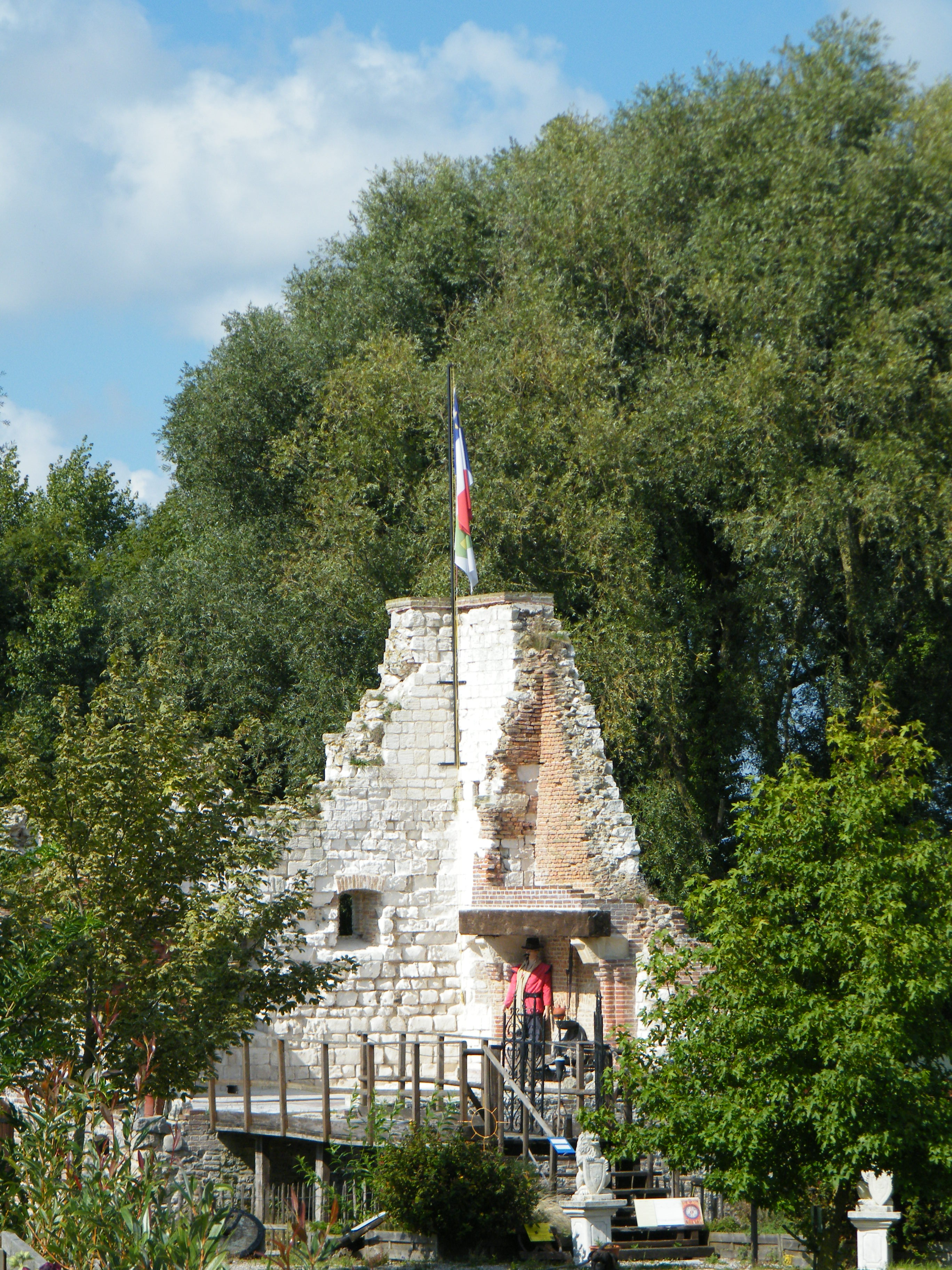
Ruines du château de Poutrincourt.

Jean de Biencourt dit de Poutrincourt était le fils cadet de Florimond de Biencourt et de Jeanne de Salazar qui séjournaient au manoir de Poutrincourt, dans le Vimeu, en Picardie.
Orphelin de père, il était destiné à entrer dans l’ordre de Saint-Jean de Jérusalem comme son oncle Jacques. Ce projet fut contrarié par le décès de ses deux frères aînés.
Jean de Poutrincourt reçoit des leçons d’armes et de cheval afin de faire carrière dans l'armée. Il acquiert en même temps quelques notions de navigation comme tous les gentilshommes qui devaient servir sur les galères de Malte. Jeanne de Salazar fait enseigner à son fils l’histoire, la philosophie et les langues anciennes. Elle lui donne des maîtres de musique et il apprend aussi à jouer du luth et du manicorde.
Ayant abandonné le projet d'entrer dans les ordres, il prend possession de la maison seigneuriale de Guibermesnil et entre au service d’un prince de la maison de Lorraine.

### Un ligueur
Après avoir passé de longues années aux armées, dans le parti de la Ligue parmi les troupes du duc d'Aumale dont il fut l'un des plus brillants capitaines, s'illustrant notamment en 1590 dans la défense du château de Beaumont-sur-Oise assiégé par les huguenots et pendant le siège de Paris contre Henri IV, il se retrouve défait de sa fortune. Mais cet homme cultivé, courageux et intègre obtient le pardon du roi, qui le présente à Pierre Dugua de Mons.

### Gouverneur de l'Acadie
Jean de Poutrincourt devient le lieutenant de Pierre Dugua De Monts en 1604 lorsqu'ils partent ensemble en Acadie, où Jean de Poutrincourt avait la ferme intention de s'établir. Il fait partie des premiers colons de l'Île Sainte-Croix avec Pierre Du Gua de Mons et Samuel de Champlain.
Pierre Dugua de Monts lui accorda la concession de Port-Royal en 1605, ce qui fait de lui le premier seigneur connu de la Nouvelle-France. Contraint de quitter l'Acadie en 1607 après la révocation du monopole de traite des fourrures par le roi, il peut y revenir en 1610, avec son fils Charles de Biencourt âgé de 19 ans et Claude de Saint-Étienne de la Tour et le fils de celui-ci, âgé de 14 ans, Charles de Saint-Étienne de la Tour. Un prêtre catholique baptisa les Micmacs, des indiens vivant autour de Port-Royal, y compris leur chef Membertou qui fut le premier chef autochtone en Nouvelle-France à recevoir le baptême. Jean de Poutrincourt est le deuxième gouverneur de l'Acadie.
Poutrincourt part pour la France afin d’échanger ses fourrures, laissant Port-Royal à la garde de son fils qui avait reçu le poste de vice-amiral des mers de la Nouvelle-France. Il arrive en France au mois d’août 1611.
Ayant vendu ses biens et beaucoup emprunté pour pouvoir s'embarquer, Poutrincourt doit accepter l'aide financière d'Antoinette de Pons (Madame de Guercheville), femme de Charles du Plessis, duc de Liancourt et gouverneur de Paris, première dame d’honneur de la reine Marie de Médicis. Il est contraint, en contre-partie, d'accepter l'installation de jésuites dans la colonie, ce qui crée d'importantes tensions.
En 1613, Jean de Poutrincourt, incapable de régler ses dettes, est jeté en prison. À sa libération, il demanda la séparation légale d’avec son épouse, afin de permettre à cette dernière de conserver l’argent et les biens qu’elle possédait encore. Dans l’intervalle, Madame de Guercheville avait acheté les terres de Dugua de Mons en Nouvelle-France : le titre de vice-roi du Canada passait à Henri de Bourbon, prince de Condé.
Poutrincourt réussit à former une association avec plusieurs armateurs de La Rochelle, notamment Georges et Macain, en leur promettant une part du commerce des fourrures qui se ferait dans la région de Port-Royal, dont il conservait la direction. Le 31 décembre 1613, il part pour Port-Royal.

### La ruine et le retour en France
Poutrincourt arrive à Port-Royal le 27 mars 1614. Il y trouve le fort détruit et les marchandises pillées par les colons anglais de la Virginie commandés par le capitaine Samuel Argall. Ruiné, Poutrincourt ne peut que rentrer en France avec la plupart des colons. Il peut aussi emporter assez de fourrures pour payer le coût du voyage. Il cède à son fils la propriété de toutes ses terres d'Amérique et Charles de Biencourt reste en Acadie. Il parvient néanmoins, tant bien que mal, à maintenir une présence française à Port-Royal, en tant que simple comptoir de commerce de la fourrure. Il vécut parmi les Micmacs avec Charles de la Tour et quelques colons.

### Mort au service du roi
Rentré en France, Jean de Poutrincourt reprend du service dans les armées du roi, il est tué en 1615 en Champagne durant le siège de Méry-sur-Seine, reprise aux partisans du prince de Condé. À sa mort, son fils, Charles de Biencourt, devint le troisième gouverneur de l'Acadie.

### Mariage et descendance
Jean de Biencourt épouse en 1590 à Paris, Claude Pajot, fille d'Isaac Pajot, bourgeois de Paris, et de Catherine Gaude. Tous deux ont pour fils, Charles de Biencourt, qui succéda à son père comme gouverneur de l'Acadie.